# 한국은행 경기본부
한국은행 경기본부는 지역경제 조사·연구, 금융기관 예금·대출, 중소기업 지원, 국고금 관리, 경제교육, 화폐 발행 및 환수 등의 업무를 수행하는 한국은행의 지역본부이다. 경기도 수원시 영통구 센트럴타운로 35에 위치하고 있다.

## 연혁
- 1972년 8월 18일 한국은행 수원지점 설치(개점)
- 1973년 11월 5일 구 행사 신축(경기도 수원시 장안구 영화동 439번지)
- 1990년 3월 28일 수원지점내 성남분실 설치
- 1991년 5월 16일 수원지점내 안산분실 설치
- 1991년 6월 11일 수원지점내 안양분실 설치
- 1994년 10월 1일 본점으로부터 의정부사무소 이관
- 1997년 12월 15일 성남분실을 분당으로 이전하고 분당분실로 명칭 변경
- 1998년 5월 14일 의정부사무소 본점으로 이관
- 1999년 6월 30일 분당, 안양, 안산분실 폐쇄
- 2002년 1월 10일 한국은행 수원지점을 한국은행 경기본부로 명칭 변경
- 2003년 4월 2일 기획조사팀을 기획조사실로 확대개편 (실내 기획홍보팀 및 경제조사팀 신설)
- 2010년 8월 27일 업무팀, 발권팀 → 업무팀으로 통합
- 2011년 3월 4일 기획조사실 → 기획조사부로 명칭 변경
- 2013년 12월 2일 기획홍보팀 → 기획금융팀으로 명칭 변경
- 2020년 7월 1일 광교 신행사 착공(준공: 2023.03.15)
- 2023년 7월 7일 경기도 광교융합타운에 위치한 신행사로 이전 완료
- 2023년 8월 2일 업무팀 내 화폐관리반 신설

## 관할 구역

### 17개 시
- 수원특례시, 안양시, 성남시, 광명시, 평택시, 안산시, 의왕시, 군포시, 시흥시, 오산시, 하남시, 용인특례시, 이천시, 안성시, 화성특례시, 광주시, 여주시
- 단, 지방중소기업자금 업무에 대해서는 본부 담당 경기도 지역*을 포함하며, 조사통계 관련 업무에 대해서는 경기도 전체를 담당

　 * 본부 담당 경기도 지역: 구리시, 고양특례시, 파주시, 남양주시, 의정부시, 동두천시, 포천시, 양주시, 가평군, 양평군, 연천군 

## 조직

### 경기본부장
부본부장
- 총무팀
- 업무팀

　- 화폐관리반

#### 기획조사부장
- 기획금융팀
- 경제조사팀

## 역대 본부장
| 대수 | 이름            | 임기                             |
| ---- | --------------- | -------------------------------- |
| 초대 | 김홍배 (金洪培) | 1972년 8월 18일~1975년 3월 17일  |
| 2대  | 오승옥 (吳昇鈺) | 1975년 3월 17일~1976년 6월 13일  |
| 3대  | 박재양 (朴載陽) | 1976년 6월 17일~1977년 11월 28일 |
| 4대  | 김여택 (金麗澤) | 1977년 11월 28일~1978년 5월 29일 |
| 5대  | 박준근 (朴濬根) | 1978년 5월 29일~1980년 6월 2일   |
| 6대  | 고광직 (高光直) | 1980년 6월 5일~1980년 8월 21일   |
| 7대  | 김영제 (金榮濟) | 1980년 8월 21일~1982년 7월 12일  |
| 8대  | 이제우 (李濟祐) | 1982년 7월 12일~1985년 3월 14일  |
| 9대  | 송용성 (宋容晟) | 1985년 3월 14일~1985년 9월 26일  |
| 10대 | 이성도 (李盛道) | 1985년 10월 12일~1987년 7월 30일 |
| 11대 | 박동순 (朴東淳) | 1987년 7월 30일~1988년 12월 22일 |
| 12대 | 백남정 (白南正) | 1988년 12월 22일~1990년 3월 8일  |
| 13대 | 박재준 (朴載俊) | 1990년 3월 8일~1991년 1월 26일   |
| 14대 | 김현주 (金炫柱) | 1991년 3월 14일~1992년 4월 14일  |
| 15대 | 남기호 (南基虎) | 1992년 4월 14일~1994년 4월 7일   |
| 16대 | 정보영 (鄭甫泳) | 1994년 3월 7일~1995년 3월 22일   |
| 17대 | 강형문 (姜亨文) | 1995년 3월 23일~1996년 3월 12일  |
| 18대 | 윤귀섭 (尹貴涉) | 1996년 3월 12일~1997년 9월 8일   |
| 19대 | 이정식 (李正植) | 1997년 9월 8일~2000년 5월 21일   |
| 20대 | 전태웅 (全台雄) | 2000년 5월 22일~2001년 4월 15일  |
| 21대 | 박종훈 (朴鍾薰) | 2001년 4월 16일~2001년 10월 8일  |
| 22대 | 정경석 (鄭景碩) | 2001년 10월 8일~2003년 5월 21일  |
| 23대 | 윤승일 (尹勝一) | 2003년 5월 22일~2004년 4월 19일  |
| 24대 | 이영오 (李榮五) | 2004년 4월 20일~2005년 3월 16일  |
| 25대 | 왕용기 (王龍機) | 2005년 3월 17일~2006년 8월 24일  |
| 26대 | 안성철 (安聖哲) | 2006년 8월 25일~2008년 2월 28일  |
| 27대 | 오왕근 (吳汪根) | 2008년 2월 29일~2009년 8월 26일  |
| 28대 | 신동욱 (申東郁) | 2009년 8월 27일~2011년 3월 6일   |
| 29대 | 윤면식 (尹勉植) | 2011년 3월 7일~2013년 1월 6일    |
| 30대 | 배재수 (裵在洙) | 2013년 1월 7일~2014년 6월 23일   |
| 31대 | 김태석 (金泰奭) | 2014년 6월 24일~2017년 2월 20일  |
| 32대 | 성상경 (成相慶) | 2017년 2월 21일~2018년 6월 25일  |
| 33대 | 김준기 (金俊基) | 2018년 6월 26일~2019년 7월 31일  |
| 34대 | 정유성 (鄭維城) | 2019년 8월 1일~2021년 2월 2일    |
| 35대 | 임철재 (任鐵宰) | 2021년 2월 3일~2022년 2월 7일    |
| 36대 | 공 철 (孔 喆)   | 2022년 2월 8일~2024년 2월 28일   |
| 37대 | 장정석 (張正碩) | 2024년 2월 29일~                 |